# Olga Rudge

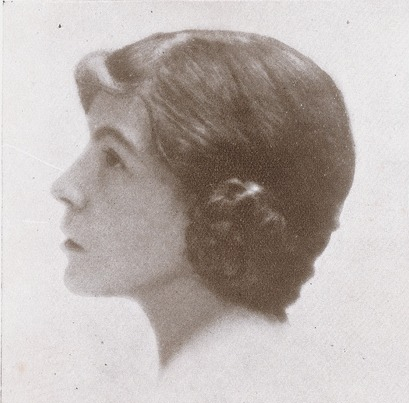
Olga Rudge, ca. 1920

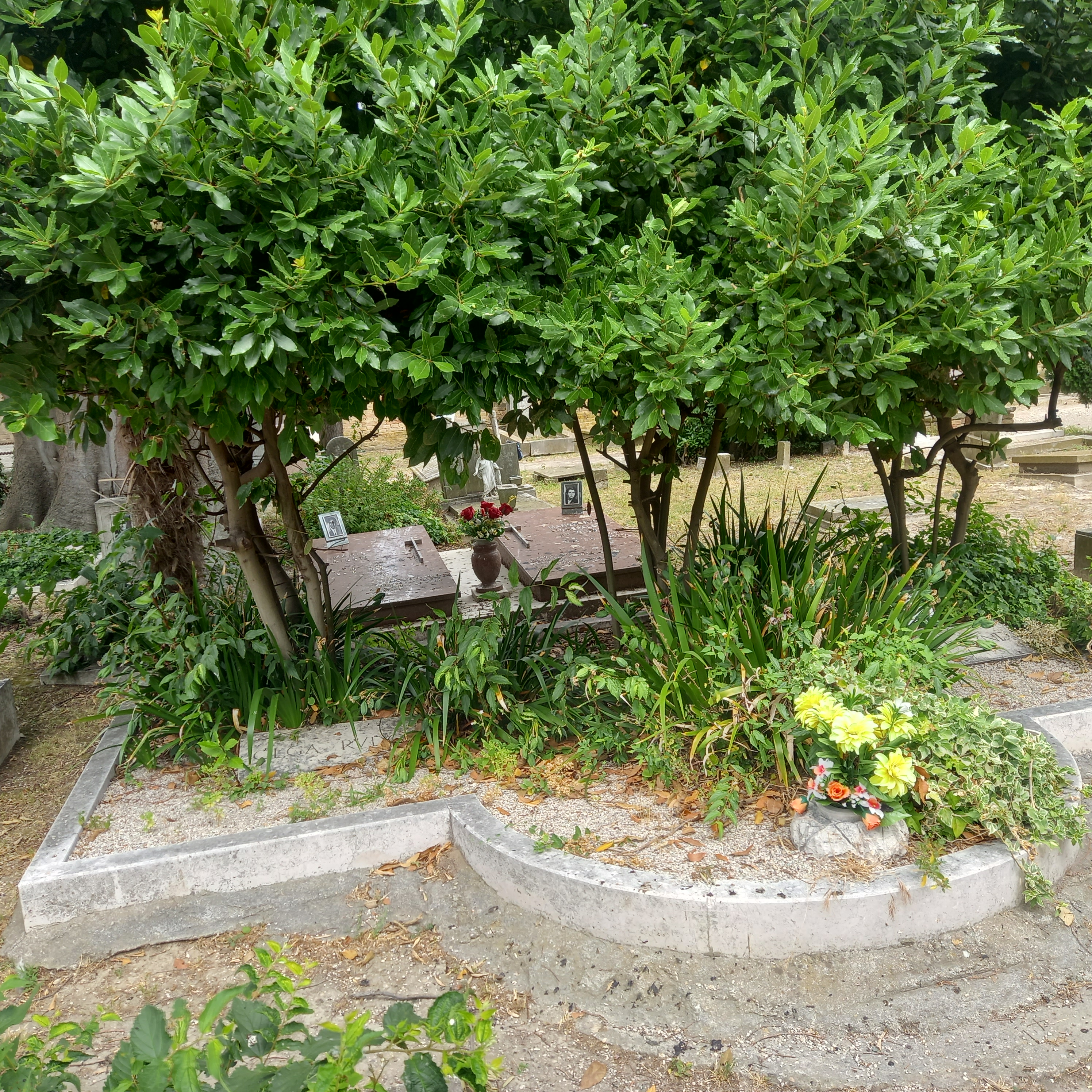
Das Grab von Olga Rudge auf dem Friedhof von San Michele in Venedig

Olga Rudge (* 13. April 1895 in Youngstown, Ohio; † 15. März 1996 in Dorf Tirol, Italien) war eine US-amerikanische Geigerin und die Lebenspartnerin des Dichters Ezra Pound.
Sie war eine Konzertgeigerin von internationalem Ruf. Ihre Talente und ihr Ruf wurden allerdings später durch ihren Geliebten Ezra Pound und dessen umstrittene Äußerungen überschattet. Im Gegenzug war Pound sehr loyal, obwohl sie nur eine von mehreren seiner Geliebten war. Er widmete ihr den letzten Abschnitt seines Epos The Cantos, in dem er seine Ehrerbietung und Dankbarkeit für ihre Unterstützung ausdrückt, die Pound während seiner 13 Jahre Haft in einer psychiatrischen Klinik von ihr erfahren hat. (Pound war für verräterische Aktivitäten gegen die Vereinigten Staaten und die Unterstützung von Benito Mussolinis faschistischem Regime angeklagt worden.) Mit geringem Erfolg versuchte sie Pound auch gegen den Vorwurf zu verteidigen, dass er, wie dies aus seinen zeitgenössischen Äußerungen hingegen klar hervorgeht, antisemitisch sei. In den letzten elf Jahren seines Lebens war Rudge seine ergebene Begleiterin, Sekretärin und Krankenschwester, als er in Exzentrizität und verlängertes Schweigen versank.
Rudge überlebte Pound um 24 Jahre und lebte weiter in ihrem gemeinsamen kleinen Haus in Venedig. In ihren letzten Jahren ließ eine anhaltend schwierige Beziehung mit Mary de Rachewiltz, ihrem einzigen Kind, sie nachlässig werden bezüglich Pounds Nachlass. Diese Situation ist in John Berendts Roman Die Stadt der fallenden Engel sehr anschaulich beschrieben. Rudge konnte sich später nicht erklären, wie Pounds Manuskripte und Briefe zur Yale University (und dort zur Beinecke Rare Book and Manuscript Library) kommen konnten. Ihre schwindende Gesundheit zwangen sie schließlich, Venedig zu verlassen und ihre letzten Tage bei ihrer Tochter zu verbringen. Rudge starb einen Monat vor ihrem 101. Geburtstag und ist neben Pound in Venedig auf dem Friedhof der Insel Isola di San Michele begraben.

## Kindheit und Jugend
Olga Rudge wurde als Tochter von J. Edgar Rudge, einem Immobilienmakler, und Julia O’Connell Rudge, einer professionellen Sängerin, geboren. Um ihre Gesangskarriere zu verfolgen, zog Julia mit ihren drei Kindern nach Europa, als Olga zehn Jahre alt war. Sie lebten zunächst in London, dann in Paris. Olga wurde in einer Klosterschule in Sherborne, Dorset in England erzogen, bevor sie in Paris bei dem Geiger Léon Carambât an der Opéra-Comique Unterricht nahm.
Nach 1916 war Rudge bereits eine renommierte Konzertgeigerin. Sie gab viele Konzerte, um Geld für die Briten und Franzosen im Ersten Weltkrieg zu sammeln. Ihr Bruder Arthur ist im Jahr 1915 gefallen. Am Ende des Krieges im Jahr 1918 begann sie ihre Karriere als internationale Konzertgeigerin unter der Schirmherrschaft von Ildebrando Pizzetti und seiner Gönnerin Katherine Dalliba-John. Im Jahr 1918 gingen Pizzetti und Rudge auf eine gemeinsame Konzertreise durch Italien, um moderne italienische Musik aufzuführen.

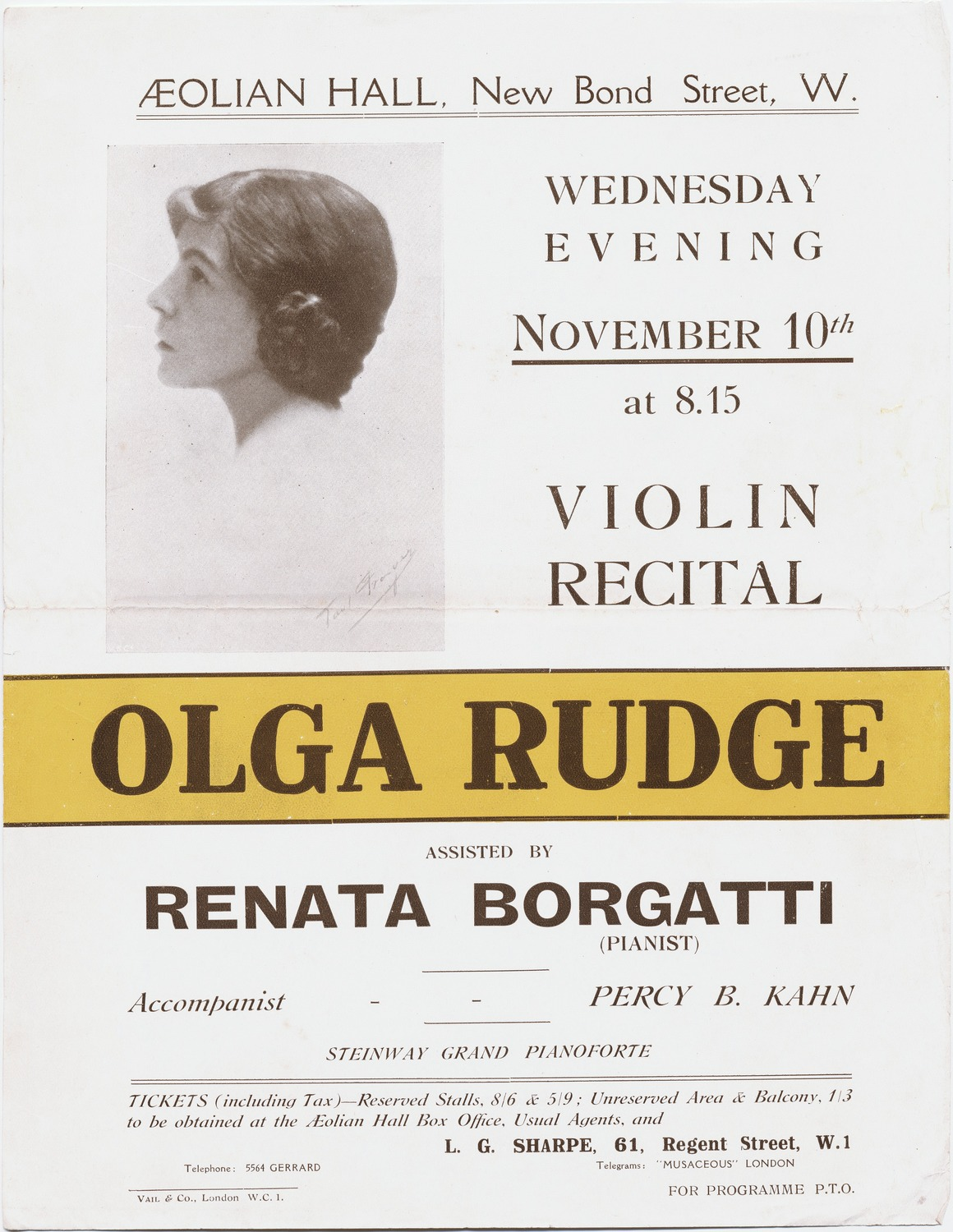
Ezra Pound schrieb eine Kritik über Olga Rudges Konzert in der Aeolian Hall in London am 10. November 1920.

## Karriere
Rudge traf den Dichter Ezra Pound zum ersten Mal, als er über eines ihrer Konzerte eine Rezension schrieb. Er bewunderte die „zarte Festigkeit ihres Geigenspiels“ („delicate firmness of her fiddling“), übte jedoch Kritik an dem „Prügeln des Pianos“ („piano Whack“) ihrer Begleitung Renata Borgatti. Rudge schien nicht weiter beeindruckt von Pounds Kritik gewesen zu sein. Sie setzte ihre Zusammenarbeit mit Borgatti fort und verfolgte ihr Interesse an der modernen italienischen Musik. Sie gab Konzerte mit Borgatti und Pizzetti in der Sala Bach in Rom im Jahre 1921 und trat erneut mit Renata Borgatti an der Salle Pleyel im Jahr 1922 auf.
Um 1923 herum begann Pound eigene musikalischen Interessen zu entwickeln. Er machte sich daran, eine eigene Oper zu verfassen und die Arbeit des amerikanischen Komponisten George Antheil zu fördern. Antheil und Rudge hatten zu dieser Zeit bereits eine lange professionelle Zusammenarbeit. In diese Zeit fällt auch der Beginn ihrer sexuellen Beziehung mit Pound. Rudge war jetzt eine etablierte und erfolgreiche Solistin. Sie wohnte in einem luxuriösen Appartement in Paris, im respektablen Viertel „Rive Droite“. Sie hatte eigentlich nichts durch eine Verbindung mit einem Bohemien und exzentrischen Dichter wie Pound zu gewinnen, der auf jeden Fall in seinen Ansichten und Werken eher auf der radikalen Seite (Rive gauche – am linken Ufer) beheimatet war. Diese Bereitschaft, sich über Konventionen hinwegsetzen, gefährdete ihren Ruf, war aber typisch für ihre lange Affäre mit Pound.
Im Dezember 1923 gaben Rudge und Antheil ein Konzert in der „Salle du Conservatoire“, in dem sie nicht nur Werke von Mozart, Bach und Antheil spielten, sondern auch Ezra Pounds „Sujet pour violin“ aufführten. Im Jahr 1924 spielten Rudge und Antheil „Musique Americaine“ in der Salle Pleyel. Dieses Konzert enthielt eine Arbeit von Pound sowie Antheils „Deuxieme Sonate“, die er Rudge gewidmet hatte.
Leider gibt es keine erhaltenen Aufnahmen von Konzerten oder Musikstücken, wohl aber sind ihre Fähigkeiten in der Musikkritik ihrer Zeit dokumentiert.
Im Jahr 1924 zogen Pound und seine Frau, die Künstlerin Dorothy Shakespear, von Paris nach Rapallo, Italien. Da Rudge nun bereits eine dauerhafte Liebesbeziehung mit Pound hatte, besuchte sie ihn mehrmals. Ab diesem Zeitpunkt schien Pound seine Zeit gleichmäßig zwischen Rudge und seiner Frau aufzuteilen, eine Situation, die bis zum Zweiten Weltkrieg anhielt. Im Frühjahr 1925 wurde Rudge gezwungen, eine geplante Konzertreise in die Vereinigten Staaten abzusagen, als sie von Pound schwanger war. Im Juni 1925 gebar sie ihre Tochter Mary (Pounds einziges eigenes Kind) im örtlichen Krankenhaus in Brixen in der Provinz Südtirol. Darauf bedacht, eine soziale Stigmatisierung zu vermeiden, die ein uneheliches Kind auf Rudges Karriere haben würde, bezahlte Olga eine Bauernfamilie im Südtiroler Dorf Gais, um ihre Tochter aufzuziehen.
Sie blieb, unbekümmert über mögliche Stigmata, die Geliebte eines verheirateten Mannes und ihre Verbindung mit Pound blieb ungebrochen. Sie nahm ihre Karriere mit einem Konzert in dem Salle Pleyel im Jahr 1926 wieder auf, wo sie in der Uraufführung von Pounds neuer Oper („Le Testament de Villon“) spielte. Ihre Verbindung mit Antheil setzte sie mit Konzerten in den Hauptstädten Europas fort, und in dieser Zeit begann sie sich auf Mozarts Werke zu spezialisieren. Sie war nun eine der am meisten gefeierten Solo-Violinistinnen der Ära. Sie spielte vor Regierungsmitgliedern und politischen Führern Europas.
Ihr Vater kaufte ihr im Jahr 1928 ein kleines Haus in der Calle Querini in Venedig. Sie nannte es „das versteckte Nest“ („The Hidden Nest“) und sie wohnte dort für den Rest ihres Lebens. In diesem Haus begann sie, ihre mütterlichen Instinkte zu entwickeln und holte ihre Tochter Mary für gelegentliche Besuche zu sich. Es war der Beginn einer schwierigen und komplexen Beziehung zwischen Mutter und Tochter. Marys Existenz war ein streng gehütetes Geheimnis: Pound offenbarte es nicht einmal seinem eigenen Vater bis zum Jahr 1930. Pound war oft bei Olga, wenn ihre Tochter sie in Venedig besuchte. Allerdings wollte das Paar oft miteinander allein sein, und so mietete Rudge in Rapallo ein Haus in der Nähe von Pound und seiner Frau, wo das Paar seine Affäre ungehindert von Frau und Kindern ausleben konnte. (Pound hatte einen Stiefsohn, Omar, der Dorothys Sohn mit einem unbekannten Vater war, vermutlich einem Ägypter).
Die 1930er Jahre waren die Jahre der Weltwirtschaftskrise, die alle Branchen betraf, einschließlich der Musikindustrie. Die meisten Besucher von Konzerten, und Aufführungen waren nun häufig auch in finanziellen Schwierigkeiten. Um über die Runden zu kommen, arbeitete Rudge 1933 als Sekretärin an der Accademia Musicale in Siena. Sie hat es auch geschafft, ihre musikalische Karriere fortzusetzen, zum Beispiel mit der Durchführung der jährlichen Concerti Tigulliani in Rapallo, die von Pound organisiert wurden. Um diese Zeit wurden Rudge und Pound Schlüsselfiguren des Vivaldi-Revivals. Im Jahr 1936 wurden Vivaldis vor allem weniger bekannten Werke bei den Concerti Tigulliani gespielt. Um sich für diese Konzerte vorzubereiten, studierte Rudge viele Originalpartituren Vivaldis, die in Turin aufbewahrt wurden. Sie versuchte, eine Vivaldi-Gesellschaft in Venedig zu gründen, aber ohne Erfolg. Im Jahr 1938 gründete sie das „Centro di Studi Vivaldiani“ an der „Accademia Chigiana“, das sich der Arbeit Vivaldis widmete.
Als sich der Zweite Weltkrieg näherte, schränkte Rudge ihre Reisen außerhalb Italiens ein, ihr letzter Auftritt in London war im Jahr 1935. Zu diesem Zeitpunkt war Pound ein vehementer Verfechter Mussolinis und hatte begonnen, im Rundfunk seine profaschistischen und antisemitischen Ansichten mit Olgas Unterstützung über „Radio Rom“ zu verbreiten. Im Jahr 1941 erwogen beide eine Rückkehr in die USA für die Dauer des Krieges. Pound entschied sich schließlich dagegen, und so blieben sie während des Krieges in Italien. Pounds „Verfehlung“ an diesem kritischen Punkt war, seinem Heimatland nicht seine Loyalität zu erklären, als es im Krieg war. Dies verfolgte ihn vom Ende des Krieges bis zum Ende seines Lebens. Genauso musste Olga Rudge mit dem Verdacht leben, dass sie die Geliebte eines Verräters ihres Landes war.

## Kriegsjahre
Die Kriegsjahre waren für das Paar schwierig. Nachdem die USA in den Krieg eingetreten waren, wurden Pound und seine Frau Dorothy zu Staatsfeinden in Italien erklärt, eine ironische Situation im Lichte der Unterstützung Pounds für Mussolini. Ihr Haus in Rapallo wurde 1943 beschlagnahmt und das Paar hatte keine andere Wahl als zu Olga zu ziehen. So war die ménage à trois, die lange nur eine öffentliche Spekulation war, Wirklichkeit geworden. Rudge schickte ihre Tochter zurück nach Gais, um dort wieder bei ihren ursprünglichen Erziehungsberechtigten zu leben. Außerdem musste sie Sprachunterricht geben, um die Pounds und ihre Tochter zu unterstützen. Es war eine sehr schwierige Zeit für das Trio: Während beide Frauen Pound verehrten, hassten sie sich gegenseitig. Pounds Frau schrieb später, dass „Hass und Spannung das Haus durchdrungen“ haben.
Nach der Invasion Italiens durch die USA im Jahr 1945 wurde Pound als Verräter verhaftet. Seine Unterstützung für die Faschisten und Sendungen im Radio Rom führten zu einer Anklage wegen Verrats. Rudge wurde ebenfalls verhaftet. Sie wurde nach dem Verhör wieder freigelassen, aber es wurde ihr nicht erlaubt, mit ihrem Geliebten zu sprechen oder zu kommunizieren, dies geschah erst mehrere Monate später.
Obwohl sie von ihrem Geliebten getrennt wurde, brachte das Ende des Krieges für Olga eine Verbesserung: Ihr beschlagnahmtes venezianisches Haus wurde ihr zurückgegeben. Um einen Prozess wegen Hochverrats zu vermeiden, wurde Pound zu einem geisteskranken Kriminellen erklärt und in einer psychiatrische Klinik (St. Elizabeths Hospital) inhaftiert, wo er für zwölf Jahre festgehalten wurde. Rudge begann die schwere Aufgabe zu versuchen, ihn frei zu bekommen. Sie nutzte dazu ihre Freunde und viele Kontakte in der literarischen Welt. Eine Petition, aus der unter anderem hervorgeht, dass er nie Mitglied der italienischen faschistischen Partei (Partito Nazionale Fascista) war, sollte erreichen, dass Pound freigelassen wird, um in einem amerikanischen Kloster zu leben. Aber alle ihre Bitten stießen auf taube Ohren. Im St. Elisabeth Hospital, wurde Pound gut behandelt und erhielt eine Einzelzelle, wo er seine Arbeit fortsetzen konnte. Seine Briefe entmutigten Rudge, ihn zu besuchen, aber sie wollte unbedingt nach Amerika reisen und besuchte ihn schließlich zweimal, einmal 1952 und einmal 1955. In dieser Zeit erhielt Pound nicht nur von seiner Frau Besuche, sondern auch von Geliebten. Nach den Besuchen von 1955 wurden ihre Briefe kühler und unpersönlicher, und sie haben von 1955 bis 1959 nur noch selten kommuniziert.
Diese Kühle zwischen 1955 und 1959 ist der einzige Hinweis darauf, dass sie vielleicht etwas gegen die anderen Freundinnen hatte, aber es ist wenig über die Ansichten Olgas über Pounds „andere Frauen“ bekannt. Sie hatte keine Wahl, als die Existenz seiner Frau zu tolerieren. Marcella Spann, eine Englischlehrerin, fing an, ihm nach St. Elisabeth zu schreiben, und sie besuchte ihn in der Folge auch. Nach seiner Freilassung, begleitete Marcella Spann Ezra und Dorothy zurück nach Italien, als seine Sekretärin. Im Jahr 1964 bearbeiteten Spann und Pound gemeinsam den Band Confucius to Cummings: An Anthology of Poetry.

## Jahre in Venedig
Im Jahr 1958 wurde Pound vor Gericht für verhandlungsunfähig erklärt und seine Bürgerrechte wurden ihm aberkannt. Er wurde aus St. Elisabeth freigelassen, unter der Bedingung, dass er nach Europa zurückkehrt. Mit seiner Frau, die auch sein gesetzlicher Vormund wurde, kehrte er schnell zurück nach Italien. Das Paar blieb bei Olgas Tochter von Pound, Mary, die zu diesem Zeitpunkt bereits mit Boris de Rachewiltz verheiratet war und auf der Brunnenburg in Südtirol lebte. Pounds Gesundheit war ruiniert und er verbrachte ein Jahr im Sanatorium Martinsbrunn in Meran. Es wird vermutet, dass er während seiner Zeit in St. Elisabeth mit bewusstseinsverändernden Drogen behandelt wurde, die seine Persönlichkeit dauerhaft zum Schlechten veränderten. Im Frühjahr 1962 legte Pound, „depressiv und krank, sein Schicksal in Olgas Hände“. Für den Rest seines Lebens lebte er mit ihr einen Teil des Jahres in Venedig, ein Teil in Rapallo.
Die letzten elf Jahre in Pounds Leben waren geprägt von seinen Exzentrizitäten, darunter ein selbst auferlegtes Gelübde der Beinahe-Stille, mit denen Rudge konfrontiert war, während sie sein Leben vollständig organisierte und als seine Sekretärin arbeitete. Viele Schüler und Studenten wollten Pound besuchen und versuchten in das kleine Haus zu kommen. Rudge entwickelte einen Test, um die echten von den nur neugierigen Interessenten zu unterscheiden. Sie bat die interessierten Besucher, eine Zeile aus einem von Pounds Werken zu rezitieren. Diejenigen, die das konnten, wurden eingelassen, alle anderen wurden abgewiesen. Für Olga war das Leben mit Pound nicht leicht, doch ihr Glaube an ihn war absolut.
Als Pounds Frau Dorothy sich aus dem Dreieck zurückzog, hatte Olga Pound zum ersten Mal völlig für sich. Pound sah Dorothy nur noch zweimal während seiner letzten vier Jahre. Das Paar verließ selten seine Häuser in Venedig oder Rapallo, jedoch gingen sie im Jahr 1965 nach London zum Begräbnis von TS Eliot und im Jahr 1969 in die Vereinigten Staaten.
Nachdem Joseph Brodsky, gemeinsam mit Susan Sontag, 1972 Olga Rudge in Venedig in ihrem Haus besucht hatte und Rudge Pound und sogar Mussolini völlig exkulpierte, bilanzierte er rückblickend, er sei hier einer „fascist by conviction“ begegnet.
Pound wurde unmittelbar nach seiner siebenundachtzigsten Geburtstagsfeier ins Krankenhaus eingeliefert und starb am 1. November 1972. Olga hielt seine Hand. Sie organisierte seine Beerdigung auf dem Friedhof der Isola di San Michele in Venedig. Nach seinem Tod erhielt Olga ein großes Archiv mit seinen Papieren und Artefakten. Dorothy Pound starb im folgenden Jahr.

## Leben nach Pound
Rudge war 78, als Pound starb, es war der Beginn der letzten Phase ihres Lebens. Sie wurde eine der in Venedig ansässigen Prominenten, schlagfertig, intelligent und kultiviert. Sie saß in vielen Gremien und Organisation der Stadt, die Wohltätigkeitsveranstaltungen und Galas veranstalteten. Sie war ein häufiger Gast bei „dolce vita“-Partys, aber bewohnte weiterhin das gleiche kleine Haus, das sie mit Pound geteilt hatte. Um junge, aufstrebende Dichter und Künstler zu fördern, bot sie ihnen oft die kostenfreie Nutzung der obersten Etage ihres Hauses im Gegenzug für kleine Gemälde oder dedizierte Gedichte. Häufig wurde sie gedrängt, eine Autobiographie zu schreiben, aber sie antwortete immer nur „schreibt über Pound“. Sie sah es als ihre „Daseinsberechtigung“ an, Pounds Arbeit zu fördern und seinen Ruf gegen den Vorwurf des Antisemitismus und Faschismus zu verteidigen.
Olgas Beziehung zu ihrer Tochter Mary war immer komplex: Zum Zeitpunkt der Geburt wollte sie eigentlich einen Sohn. Obwohl das Kind nach der Geburt zu Tiroler Bauern kam, war Olga später überrascht, dass sich das Kind zu einem „Dialekt sprechenden Bauernmädchen“ entwickelt hatte. Rudge versuchte, diese Situation zu verbessern, indem sie dauerhaft bei Mary war, als das Kind zehn Jahre alt war. Sprachunterricht, Etikette und Musikunterricht stießen bei dem Mädchen auf heftigen Widerstand; eine Geige, die Rudge ihrer Tochter gab, zertrümmerte sie an einem Hühnerstall. Mary fand ihre Mutter distanziert, undurchdringlich und autoritär. Ihre Beziehung zu ihrem Vater war besser. Sie erfuhr erst als Teenager davon, dass sie unehelich geboren wurde. Pound bat Mary, sein episches Werk Die Cantos ins Italienische zu übersetzen. Dies war der Beginn ihrer lebenslangen Leidenschaft und des Studiums von Pounds Arbeiten und Mary sprach später von den Cantos als „meine Bibel“. Mary schrieb ihre Autobiographie Discretions im Jahre 1971 (der Titel ist ein Wortspiel auf Pounds Autobiographie Indiscretions). Die Enthüllungen in dem Buch haben Olga „tief verletzt“ und sie und ihre Tochter sprachen mehrere Jahre nicht mehr miteinander, obwohl sie in regelmäßigem Kontakt mit Marys Kindern,  Siegfried de Rachewiltz und Patrizia de Rachewiltz de Vroom blieb. Mutter und Tochter überwanden später jedoch ihre Entfremdung wieder.
Venedig mit seinen vielen Stufen und der Mangel an motorisierten Straßenfahrzeugen ist eine schwierige Stadt für alte und gebrechliche Menschen. Da ihre Familie mehrere Autostunden entfernt lebte, wurde Rudge abhängig von Freunden und Bekannten, die für sie die notwendigen Dinge des Lebens organisieren mussten. Zum Schluss verlor sie immer mehr ihr Gedächtnis.

### Die Ezra Pound Stiftung
Es war immer Olgas Absicht, eine Stiftung zu gründen, die in irgendeiner Form Pounds Werk archivieren sollte, aber das war eine Aufgabe, die sie immer vor sich herschob, während sie weiterhin Forscher seiner Arbeit unterstützte und mehrere Ausstellungen über ihn organisierte. Im Jahr 1986 gründeten eine amerikanische Freundin, Jane Rylands, und ein Anwalt aus Cleveland, Ohio, zusammen mit Olga die „Ezra Pound Foundation“. Rudge verkaufte den größten Teil ihres Archivs und ihr Haus an die Stiftung für eine Summe von etwa siebentausend Dollar. Nach der Gründung der Stiftung reklamierte Rudges Familie, dies sei nicht ihre Absicht gewesen, und dass das Haus und das Archiv deutlich mehr wert gewesen wären. Ein Teil des Problems war, dass Rudge mit 91 immer vergesslicher wurde und nicht mehr wusste, was sie vereinbart hatten. Im April 1988 schrieb Rudge an den Anwalt in Cleveland und informierte ihn darüber, dass sie die Stiftung auflösen wolle. Er antwortete ihr, dass ein solcher Antrag nicht im Rahmen des Gesetzes vorgesehen sei. Die Papiere wurden später in der Beinecke Rare Book and Manuscript Library, Yale University hinterlegt, wo sie bis heute untergebracht sind und die Ezra Pound Stiftung wurde aufgelöst. Eine Box mit Papieren, die die Übertragung des Archivs aus der Ezra Pound Stiftung belegt, kann nicht öffentlich eingesehen werden.

### Die letzten Jahre
Zum Zeitpunkt der Gründung der Ezra Pound Stiftung machten sich Rudges Freunde immer mehr Sorgen um sie. Die Bildhauerin Joan Fitzgerald kontaktiert Rudges Tochter, ihren Schwiegersohn und die Enkel, die sofort nach Venedig kamen. Sie fanden heraus, dass das Eigentum an ihrem Haus „The Hidden Nest“ noch nicht an die Stiftung gegangen war und konnten es zurückhalten, aber das Archiv mit Briefen, nicht nur von Pound, sondern auch von anderen großen Literaten der Zeit, war verschwunden. Rudge lebte noch für eine kurze Zeit weiter im „Hidden Nest“, bis das hohe Alter und ihre Gebrechen sie zwangen, Venedig zu verlassen und ihr endgültiges Zuhause bei ihrer Tochter auf der Brunnenburg zu nehmen. Ihre Familie – ihre Tochter, zwei Enkel und vier Urenkel – versorgten und beschützten sie, und Olga starb dort im Alter von 100 Jahren, am 15. März 1996.
Sie wurde neben Pound in Venedig begraben. Bildhauerin Joan Fitzgerald, eine enge Freundin des Paares, hat auf ihren einfachen Grabstein den Vers eingraviert: „O God, what great kindness have we done in times past and forgotten it, That thou givest this wonder unto us, O God of waters? (Night Litany)“ („O Gott, was für große Güte haben wir in der Vergangenheit getan, und vergessen, daß du uns dieses Wunder gibst, O Gott der Gewässer? (Nachtlitanei)“). Ein alternatives Epitaph für Olga könnte der sein, den Pound im Jahr 1966 geschrieben hatte und der ans Ende des letzten Canto gesetzt werden sollte, egal, was er in der Zwischenzeit schrieb:

## Vermächtnis
Rudge war sehr stolz darauf, dass sie schon immer finanziell unabhängig von Pound war, und setzte ihre Karriere als Konzert-Violinistin bis zum Zweiten Weltkrieg fort. Ihr Eintreten für die Werke von Vivaldi, das Erstellen eines Katalogs seiner Werke und ein Artikel in dem Grove Dictionary of Music trugen viel dazu bei, seine heutige Popularität zu etablieren. Sie entdeckte und publizierte 309 Vivaldi-Konzerte, die entweder verloren gegangen oder vergessen waren. Allerdings war es hauptsächlich ihre Rolle als Pounds Muse, Geliebte und Meisterin, weshalb man sich heute noch an sie erinnert. Anne Conovers Buch Olga Rudge und Ezra Pound (2001) ist eines der wenigen, das Olga wegen ihrer eigenen Bemühungen sowie ihrer Rolle als Muse Ezra Pounds würdigt. Kurz vor seinem Tod schrieb Pound über Rudge „In Olgas kleinem Finger steckt mehr Mut als in meinem ganzen Kadaver. Sie hat mich zehn Jahre lang am Leben gehalten, wofür ihr niemand danken wird.“
That her acts
Olga's acts
of beauty
be remembered.
Her name was courage
and is written Olga.
Dass man sich Ihrer Taten
Olgas Taten
der Schönheit
erinnere.
Ihr Name war Mut
& schreibt sich Olga
Der Mut, auf den sich Pound bezog, war ihre resolute und öffentliche Loyalität zu ihm nach dem Krieg, als Pound aufgrund seiner antisemitischen und profaschistischen Haltung weitgehend isoliert war.